# Wonder Woman
Wonder Woman (fonetikusan: /ˈwʌndər ˈwʊmən/; ’csodanő’) William Moulton Marston író és Harry G. Peter rajzoló kitalált szereplője, szuperhős a DC Comics képregényeiben. Első megjelenése az amerikai kiadó egyik elődje, az All-American Publications All Star Comics nevű füzetének nyolcadik számában, 1941 decemberében volt. Wonder Woman, Diána themüszkirai hercegnő az amazonok királynőjének, Hippolütének lánya, az emberek világában civilként Diana Prince névvel rejti el alteregóját. Tagja az Igazságliga alapító tagjainak.

## A szereplő megszületése

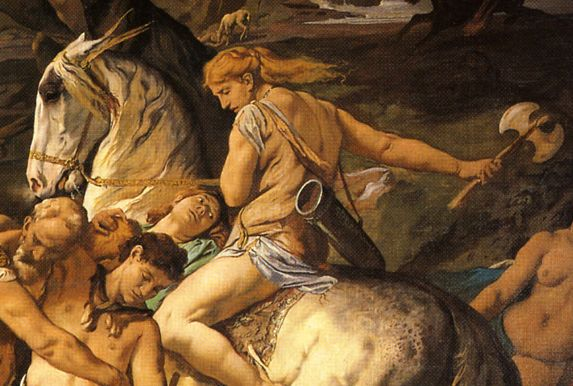
William Moulton Marston Wonder Womant a görög mitológia harcos asszonyainak, az amazonoknak a mintájára alkotta meg, ugyanakkor úgy alakította, hogy saját pszichológiai elméleteit és propagandáját képviselje

Wonder Woman megszületése William Moulton Marston pszichológus és író nevéhez fűződik. Marston doktorátusát 1921-ben szerezte a Massachusetts állambeli Harvard Egyetemen, melyet követően számos főiskolán és egyetemen tanított. A 20. század első felében hivatásában egyfajta különcnek számított. Amellett, hogy oktatott és publikált, elméleteit, valamint találmányát, egy a vérnyomás megfigyelésén alapuló hazugságvizsgáló gépet újságokban és magazinokban is népszerűsítette. Neve ezáltal ismertté vált a szakmán kívül is. Amellett, hogy egy évig a Universal Pictures tanácsadójaként is dolgozott, nem csak a filmben, hanem egy akkoriban új és egyre népszerűbb médiumban, a képregényben is hatalmas lehetőséget látott.
A képregényekkel kapcsolatban, mint a Family Circle nevű női magazin konzultáns pszichológusa is kifejtette a véleményét a lap egyik 1940-ben megjelent számában. A Don’t Laugh at the Comics (’Ne nevessenek a képregényeken’) című cikkben beszámolt meglátásairól az egyre nagyobb népszerűséget élvező, gyakran félreértelmezett és kritikát kiváltó médium értékeiről és helyzetéről. A Marstonnal készített interjú felkeltette Max Gaines, a képregények publikálásával foglalkozó All-American Publications kiadójának az érdeklődését, aki tanácsadói állást ajánlott a pszichológusnak. Az All-American Publications Jack Liebowitz társtulajdonoson keresztül szoros kapcsolatban állt a National Publicationsszel is, melynek szerkesztői már ezt megelőzően is figyelemmel kísérték a médiumot ért kritikákat. Ezek hatására tiltották meg például íróik számára, hogy legnépszerűbb szuperhős szereplőik, mint például Superman és Batman, kalandjaik során gyilkoljanak.
Mikor Marston 1941. február 23-án leadta első írását a hősnőjéről, negyvenhét éves volt, mellyel meglehetősen kilógott a képregényiparban dolgozó fiatal alkotótársai közül, akik általában a húszas éveikben jártak és nem rendelkeztek felsőfokú végzettséggel. Marston azonban a médiumban újabb lehetőséget látott saját pszichológiai propagandájának terjesztésére. Feleségének, Elizabeth-nek az emlékei szerint ő javasolta férjének, hogy alkosson egy női szuperhőst, bár erről férje egyetlen korabeli nyilatkozatában sem történt utalás. Marston egy vonzó női szereplőt képzelt el, aki képességeit tekintve semmiben sem marad alul a férfiakkal szemben. Bár az általános kiadói tapasztalatok szerint a női főszereplők nem tartoztak a legnépszerűbbek közé, Gaines ígéretet tett, hogy kiadja a pszichológus történeteit.
Marston Wonder Woman, eredeti elképzelése szerint Suprema, megalkotásakor a görög és római mitológiát vette kiindulási pontnak. Pszichológiai elméleteinek megfelelően domináns nőt szeretett volna ábrázolni, aki egyúttal szerető, gyengéd és anyai is. A szereplő felszerelése, karkötői, melyekkel kivédte a puskagolyókat, lasszója, mely mindenkit az igazmondásra kényszerített, mind szimbolikus jelentést hordoztak. Wonder Woman külső és belső tulajdonságai megformálásában egyértelmű hatással volt rá felesége és egykori hallgatója, Olive Byrne, akikkel többszerelmű kapcsolatban élt együtt. Marston végül maga választotta ki és fizette képregénye rajzolóját, Harry G. Petert, aki a szakma tapasztalt képviselői közé tartozott, és aki többek között dolgozott a pszichológus által nagyra becsült Mutt and Jeff című képsoron is. Elizabeth Marston véleménye szerint férjét Peter munkáiban leginkább rajzainak egyszerűsége ragadta meg.

## Szerepléseinek története

### A képregény aranykora
Wonder Woman első szereplése az 1941 decemberében megjelent All Star Comics 8. számában volt, a füzet borítóján azonban nem is utaltak a bemutatkozó új szuperhősre. A hősnő első, kilenc oldalas története a füzet hátuljában kapott helyet, William Moulton Marstont pedig kívánsága szerint Charles Moulton írói álnév alatt tüntették fel, mint a szereplő megalkotóját. Marston első történetében határozottan feminista és egyben erősen hazafias légkört teremtett a szereplő köré. Diána hercegnőt anyja, a harcos amazonok királynője, Hippolüté azzal a küldetéssel indítja útnak az évszázadok óta a világtól, a férfiak világától elszigetelt Paradicsom-szigetről, hogy védelmezze és segítse az Egyesült Államokat, „a demokrácia utolsó fellegvárát” a küszöbön álló háborúban. A történet megjelenése gyakorlatilag egybeesett a Németországgal szövetséges Japán Birodalom Pearl Harbor elleni támadásával, mely közvetlenül az Egyesült Államok hadba lépését eredményezte a második világháborúba.
A háborús években kedvező volt a környezet a hazafias szuperhősök számára, akiknek időszerű történetei vonzották az olvasókat. Ez Marston figyelmét sem kerülte el és tudatosan használta a témát hősnője népszerűsítésére. A legsikeresebb kiadók mind rendelkeztek hasonlóan patrióta szereplőkkel. A Timely Comics egy évvel korábban feltűnt Amerika Kapitánya kifejezetten háborús propagandafiguraként látta meg a napvilágot, de a Fawcett Comics inkább humorosabb Marvel Kapitánya is kivette a részét a tengelyhatalmak elleni küzdelemből történetei során. A National Publications Supermanje és Batmanje inkább csak füzeteik borítóin és az azokban található háborús bélyegek és kötvények vásárlására, vagy papír és fémgyűjtésre felhívó hirdetésekben szolgálták a haza ügyét. Wonder Woman későbbi háborús történeteiben olyan ellenfelekkel vette fel a harcot, mint például a japán Doktor Méreg, vagy Paula von Gunther bárónő, a Gestapo ügynöke.
Wonder Woman az 1942 januárjában megjelent Sensation Comics első számának már központi szereplőjeként kapott helyet, majd pedig ugyanezen év nyarán saját nevét viselő füzet címszereplője is lett. A hősnő kiemelkedően sikeresnek bizonyult, az All-American Publications pedig nyilvánosságra hozta, hogy a szuperhősnő megteremtője és írója, Charles Moulton, valójában a közismert William Moulton Marston. Bár Marston szerkesztője, Sheldon Mayer megítélése szerint a pszichológusnak kiváló érzéke volt hozzá, hogy olyan képregényt alkosson, mely vonzza az olvasókat és emellett valóban tudatosan hasson is rájuk, gyakran eltérő elképzeléseik miatt számos kompromisszumot voltak kénytelenek kötni egymással. Ezek közé tartozott például a Marston által választott rajzoló, Harry G. Peter személye is, akinek munkái, Mayer véleménye szerint, gyakran már a groteszk határához közeledtek. Végül azonban éppen Peter lett az a metszéspont, akin keresztül sikerült kölcsönös megegyezésre jutniuk. Marston bizonyos területeken, mint például, hogy szereplője mit is jelképezzen, igen hajthatatlan volt, de más tekintetben, a médiumban való tapasztalatlansága miatt, kész volt alávetni magát a szerkesztői javaslatoknak. Marston, Peter és Mayer között idővel igazi baráti kapcsolat alakult ki. 1942 folyamán Marston gyakorlatilag teljesen kidolgozta szuperhősének és amazonjainak hátterét. Wonder Woman, más népszerű szuperhősökhöz hasonlóan, segítőtársakat is kapott a komikus Etta Candy és a Holliday-lányok személyében.
Marston képregényének egyik rendszeres eleme, a megkötözött és kiszolgáltatott nő, aki gyakran maga Wonder Woman volt, igen hamar bíráló kritikákat váltott ki a kiadón kívülről és belülről egyaránt. A visszatérő szimbolikus jelenet erotikus fantáziaként is értelmezhető volt, így kényes témát érintett. 
Marston mindezzel tisztában volt, de kitartóan védelmezte és érvelt saját elképzelésének létjogosultsága mellett. Ennek ellenére, illetve ennek is köszönhetően Wonder Woman hamar kiadója legsikeresebb szereplőjévé vált. A havi megjelenésű Wonder Woman és Sensation Comics mellett rendszeres szereplője volt a negyed évente megjelenő Comic Cavalcade-nak is. Ez Marston számára, akinek egyetlen segítsége az újabb történetek kiötlésében gyermekei voltak, egyre több munkát és terhet jelentett. Ennek ellenére ragaszkodott hozzá, hogy Wonder Woman minden történetét maga írja, ha pedig hősnője jelentős szerepet játszott a kiadó szuperhősökből álló csapatának, az Amerikai Igazságszövetségnek az All Star Comicsban megjelenő kalandjaiban, más írók szövegeibe is belejavított. Emellett 1944-ben kiadója szerződést írt alá a King Features Syndicate sajtóügynökséggel egy újságokban, napi rendszerességgel megjelenő képsorról is. Marstonnak ezzel lehetőség kínálkozott propagandája terjesztésére egy idősebb korosztály körében is. A képsorral szemben támasztott reményekkel szemben azonban folyamatos megjelenése csupán nagyjából egy éven át tartott. Szintén 1944-ben az National Publications megvásárolta az All-American Publicationst Max Gainestől. Marston szerkesztője továbbra is Mayer maradt, így ennek rövid távon nem volt hatása Wonder Woman kalandjaira.

#### Az atomkor
William Moulton Marston paralízis miatt 1945-re kerekesszékbe kényszerült. Bár továbbra is aktívan dolgozott, asszisztensére, Joye Murchisonra egyre több feladat hárult. A fiatal nő kitűnő eredménnyel végzett a Gibbs Főiskolán, Marston pedig úgy vélte, hogy Murchison képes megérteni a szereplővel való mondanivalóját. Murchison idővel több történet társ- és önálló szerzője lett. A második világháborút követően a szuperhősök népszerűsége fakulni kezdett, Marston azonban már korábban is optimistán tekintett a háborút követő évekre. A füzeteket a hazafias propaganda helyett fantasztikus és mesés történetekkel, mitológiai szereplőkkel, földönkívüliekkel és időutazással kezdte megtölteni. Marston szervezetét azonban a bénulás mellett a rák is megtámadta, de ennek ellenére 1947 májusában bekövetkezett haláláig tovább dolgozott Wonder Woman történetein.
Marston halála után nem sokkal, 1948-ban Sheldon Mayer is lemondott szerkesztői posztjáról, hogy ismét rajzolóként dolgozhasson. Saját bevallása szerint mindig is kellemetlenül érezte magát szerkesztőként, ráadásul barátja és munkatársa halála után úgy kellett volna tovább vinnie Wonder Woman történeteit, ahogyan azt Marston tette volna, ennek minőségét pedig „halvány imitációnak” nevezte. A szuperhősnő következő szerkesztője, és a kiadó addigi szokásával szemben írója is, Robert Kanigher lett, aki az előző évben társalkotóként működött közre egy másik hősnő, Fekete Kanári megszületésében. A szuperhősök hanyatlása a világháború után Wonder Woman füzeteinek eladott példányszámán is érződni kezdett. A krimi, a horror, a western és a romantikus kiadványok ezzel szemben egyre népszerűbbé váltak, Kanigher pedig az utóbbi irányában kezdte átformálni a szereplőt. Wonder Woman ismét aktív tagja lett az Amerikai Igazságszövetségnek, a kiadó szuperhőscsapatának, mely egy másik kísérlet volt a szereplő népszerűsítésére. A nehézségek ellenére Wonder Woman saját sorozata tovább folytatódott, bár már csak kéthavi megjelenéssel.

#### Az Új 52
A karakter 2011-es újragondolása során Wonder Woman kalandjai sokkal közelebb állnak a görög mitológiához. Ebben az olvasatban Diana félisten, Hippolüté és Zeusz közös gyermeke, születésének korábbi, a klasszikus képregényekben bemutatott változata - miszerint agyagból formázták meg és keltették életre -, csupán arra szolgál, hogy anyja titokban tartsa származását a féltékeny Héra istennő elől.

## Filmes megjelenések
Wonder Woman számos rajzfilmben és rajzfilmsorozatban is megjelent, ezek közt voltak saját történetek és az Igazság Ligájának történetei is. Az egyik rajzfilm 2008-ban készült Az igazság ligája - Az új küldetés címmel, ahol Lucy Lawless kölcsönözte a hangját a Csodanőnek. Élőszereplős filmek is készültek, de a legtöbb meglehetősen kétes minőségűre sikeredett: egy 1974-es tévéfilmben Cathy Lee Crosby, egy 2011-es, elbukott sorozat pilotrészében Adrianne Palicki, egy 2013-as rövidfilmben pedig Rileah Vanderbilt alakította, de készült egy háromévados tévésorozat is 1975-79 között, melyben Lynda Carter játszotta, ezek a produkciók azonban minőségük vagy jellegük miatt nem tudtak tartósan népszerűvé válni. A karakter minőségi filmes megjelenését régóta tervezték, de erre egészen 2016-ig kellett várni, mikor epizódszerepben megjelent a Batman Superman ellen – Az igazság hajnala című filmben. Ekkor már eldőlt, hogy önálló mozifilmje is lesz, melyet 2017-ben mutattak be, de szerepelt az Igazság Ligájának mozifilmjében is ugyanabban az évben. 2020-ban jelent meg a Wonder Woman 1984 című önálló folytatás. Mind a négy filmben Gal Gadot alakítja.